# RWD-13
RWD-13 je bio panoramski visokokrilac s tri sjedala, dizajniran 1935. godine u tadašnjoj poljskoj aviotvrtki RWD, što je bio njen najveći komercijalni uspjeh. 

## Dizajn i razvoj
RWD-13 je razvijen iz sportskih aviona RWD-6 (pobjednika međunarodne utrke Challenge 1932.) i RWD-9 (pobjednik Challenge 1934.). Za paravojnu postrojbu "LOPP" (Poljski: Liga Obrony Powietrznej i Przeciwgazowej) dizajnirali su ga u DWL radionicama (Doświadczalne Warsztaty Lotnicze) u Varšavi članovi RWD tima Stanisław Rogalski i Jerzy Drzewiecki. 
Prototip je konstruiran od dijelova neispravnog RWD-6 (koji je prvobitno trebao biti imenovan kao RWD-6bis) a tijekom izrade avion je sve više sličio na RWD-9. Prvi let bio je 15. siječnja 1935. (registracija SP-AOA). RWD-13 nije trebao biti konkurencija svojim prethodnicima a razlikovao se u: slabijem linijskom motoru umjesto radijalni motora i jednostavnijoj mehanizaciji krila. Unatoč tome avion je imao i prednosti, prvenstveno u STOL osobinama, dobroj stabilnosti u zraku i u jednostavnosti upravljanja. Do 1939. godine izrađeno je oko 85 aviona. 
U 1937. godini izrađena je jedna ambulantna inačica - RWD-13S (prototip oznake SP-PUY) koja je imala ulaz na desnoj strani prednjeg dijela trupa kroz koji su se mogla ugurati nosila. Razvijena je i slična, univerzalna inačica RWD-13TS (ili ST, ili S/T), na kojoj se moglo ukloniti desno sjedalo te tako avion iz panoramskog pretvoriti u ambulantni. Do 1939. je izgrađeno 15 RWD-13S, uključujući i nekoliko RWD-13TS. Iz RWD-13 razvijen je RWD-15 s pet sjedala. 
U kasnim 1930.-im prodana je licenca za izradu aviona Jugoslaviji gdje je u aviotvrtki Rogožarski izrađeno nekoliko RWD-13 i RWD-13S. 

### Opis
Avion je bio trosjed mješovite konstrukcije s jednim visoko postavljenim krilom ojačanim "V" upornicama. Trup od metalnih okvira bio je prekriven platnom dok je motorni prostor bio obložen aluminijskim panelima. Pravokutno krilo drvene konstrukcije imalo je dvije ramenjače, prednji dio bio je obložen šperpločom dok je ostali dio presvučen platnom. Na prednjem rubu ugrađivana su automatska predkrilca. Samonoseće repne površine imale su stabilizatore prekrivene šperpločom dok su kormilo dubine i kormilo pravca bili prekriveni platnom. Kabina aviona je imala tri sjedala, dva prednja opremljena dvostrukim komandama i jedno stražnje i vrata s obje strane. Iza stražnjeg sjedala nalazio se manji prostor za prtljagu. RWD-13S imao je dva sjedala s lijeve strane dok su se na desnu stranu mogla učvrstiti nosila. Avion je pokretao jedan 4-cilindarski, zrakom hlađeni "obrnuti" motor od 130 KS: Walter Major 4, PZInż. Major(licencirani Walter Major) ili de Havilland Gipsy Major. Motor je imao dvokraki drveni propeler Szomański stalnog koraka. Avion je imao konvencionalno podvozje s repnom skijom a u spremnike goriva moglo je stati 140 l goriva (potrošnja goriva 28 l / h).

## Tehničke karakteristike
Izvori podataka: Glass, A. (1977)
Osnovne karakteristike
- posada: 1
- kapacitet: 2 putnika
- dužina: 7,85 m
- raspon krila: 11,50 m
- površina krila: 16,00 m2
- visina: 2,05 m

Letne karakteristike
- najveća brzina: 210 km/h
- ekonomska brzina: 180 km/h
- dolet: 900 km
- brzina penjanja: 3,8 m/s
- najveća visina leta: 4.200 m
- specifično opterećenje krila: 55,5 kg/m2
- motor: PZInż Walter Major
  - propeler: dvokraki, drveni Szomański, stalnog koraka

## Vanjske poveznice
- Photos and drawings of RWD-13 i RWD-13S na Ugolok Neba